# Marilou (album, 2007)
Pour les articles homonymes, voir Marilou (homonymie).
Albums de Marilou Bourdon
La fille qui chante
(2005)
Marilou est le second album studio de la chanteuse québécoise Marilou Bourdon sorti le 8 mai 2007 au Québec et le 18 juin en France.
Le titre phrare de l'album,danser sur la lune, chanté en duo avec Merwan Rim, a été écrit par Emmanuel Cottalorda.
Diane Cadieux et Tino Izzo réalise Si après toi et Ton désamour, Diane Cadieux participe également à trois autres titres en tant que parolière, tandis que Tino Izzo réalise six pièces. Parmi les autres participations se trouvent Andrée Watters, Steve Diamond et Luc Plamondon qui signe Un monde en amour.
L'album a été enregistré tant en France qu'au Québec.

## Titres
| No  | Titre                                                            | Auteur                                           | Durée |
| --- | ---------------------------------------------------------------- | ------------------------------------------------ | ----- |
| 1.  | Danser sur la lune (en duo avec Merwan Rim)                      | Emmanuel Cottalorda, Sébastien Saillant          | 3:40  |
| 2.  | C'était écrit                                                    | Anne Warin, Lionel Florence, Nicholas Dembling   | 3:59  |
| 3.  | Fuis-la                                                          | Andreas Carlsson, Diane Cadieux, Kristian Lundin | 3:19  |
| 4.  | Un monde en amour                                                | Davy Deluge, Denis Clavaud, Luc Plamondon        | 3:26  |
| 5.  | Emmène-moi                                                       | Emmanuel Cottalorda                              | 3:19  |
| 6.  | Dis ce que tu as                                                 | Diane Cadieux, Doug Shawe, Steve Diamond         | 4:13  |
| 7.  | Ton dilemme (Titre original : Try Again)                         | Didrik Thott, Sebastian Thott                    | 3:27  |
| 8.  | Si après toi                                                     | Diane Cadieux, Tino Izzo                         | 4:03  |
| 9.  | Ton désamour                                                     | Diane Cadieux, Tino Izzo                         | 3:54  |
| 10. | Je pars sans toi                                                 | Andreas Carlsson, Andrée Watters, Savan Kotecha  | 3:02  |
| 11. | Ce monde est fait pour nous (Titre original : I Will I Can I Do) | Andreas Romdhane, Josef Larossi, Savan Kotecha   | 3:19  |
| 12. | Danser sur la lune                                               | Emmanuel Cottalorda, Sébastien Saillant          | 4:00  |

## Classements des ventes
| Pays   | Meilleure position |
| ------ | ------------------ |
| France | 124                |